# إميل هاسلر
إميل هاسلر (1864-1937) (بالإنجليزية: Emil Hassler)‏ هو عالم نبات سويسري.